# 12 Ore di Sebring
La 12 Ore di Sebring è una gara automobilistica di endurance annuale che si corre nella pista internazionale di Sebring, una ex base dell'aeronautica militare statunitense di Sebring, in Florida.

## Storia
La prima gara avvenne nel 1950 su una pista d'aeroporto, su di un percorso disegnato come quelli delle gare d'automobilismo Grand Prix europee. Adesso la corsa è considerata una delle principali gare endurance negli USA ed è famosa per la sua durata di un giro d'orologio, iniziando di giorno e finendo di notte.

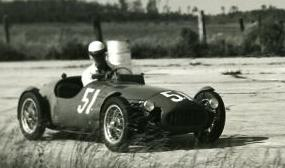
C. Hassan su Bandini-Crosley sul Circuito di Sebring nel 1952

Per molti anni Sebring ha fatto parte del Campionato del mondo sportprototipi mentre dal 1999 fa parte delle American Le Mans Series, e dal 2014 fa parte dell'United Sports Car Championship. La corsa ha un ricco passato, poiché piloti divenuti leggendari come Stirling Moss, Juan Manuel Fangio, Jacky Ickx, Briggs Cunningham, Lake Underwood, Mario Andretti e costruttori ancor oggi famosi come Ferrari, Maserati, Porsche, BMW, Jaguar, Ford sono stati tutti vittoriosi.
La gara è nota per essere un'ottima preparazione alla famosa 24 Ore di Le Mans, poiché la superficie della pista estremamente irregolare e il clima della Florida, perennemente caldo, la rendono un vero e proprio test di affidabilità delle automobili. Negli ultimi anni, in totale, sei vittorie sono state conquistate dalla Audi R8 Sport, una in meno del record di sette vittorie della Porsche 935.
Gli spettatori possono accamparsi nel prato all'interno del circuito, a partire da parecchi giorni prima della gara. Gli appassionati che arrivano durante la settimana (in alcuni casi anche mesi prima della corsa) possono assistere a molte corse di prova e di qualificazione, come pure una corsa vintage. Ci sono diverse tipologie di biglietti, spaziando da quelli ad accesso totale a quelli per il giorno della gara (solitamente il sabato).

### Risultati recenti
Nel 2005 la Chevrolet Corvette C6R e la Aston Martin DBR9 hanno debuttato nella gara nella categoria Gran Turismo (GT1), con l'Aston Martin vincente per la prima volta dopo 49 anni. Nel 2006 ha vinto la completamente rinnovata Audi R10 TDI, alla prima apparizione assoluta nella corsa. Il 2007 ha visto la Audi nuovamente vittoriosa, nonostante i rifornimenti carburante più frequenti, dovuti al cambio del regolamento per livellare il divario tra motori a benzina e motori a gasolio.
Nel 2008 si afferma il Team DHL Penske con la Porsche RS Spyder, condotta dal trio Timo Bernhard, Romain Dumas ed Emmanuel Collard.
Si tratta di una vittoria particolarmente significativa per la casa di Zuffenhausen, infatti: la vittoria assoluta a Sebring (mancava dal 1988) è stata ottenuta con un prototipo della classe LMP2, che ha avuto ragione delle più potenti LMP1, tra cui le Audi R10 TDI rallentate da problemi meccanici (all'impianto frenante per l'auto del trio Rinaldo Capello, Tom Kristensen, Allan McNish, alla quale il disco anteriore sinistro è stato sostituito durante la gara e all´impianto di sovralimentazione sull´auto di Marco Werner, Lucas Luhr, Mike Rockenfeller a cui è stato sostituito un turbocompressore, operazione eseguita nella tenda e che ha comportante una grave penalizzazione cronometrica), e la Peugeot 908 che ha accusato inconvenienti al sistema idraulico perdendo molto tempo ai box per le riparazioni e per la quale la gara di Sebring rappresentava un test in vista della 24 Ore di Le Mans. Nella classe GT1 hanno preso il via 3 veicoli, 2 Chevrolet Corvette che si sono piazzate davanti all'unico Aston Martin, mentre la classe GT2 (dove hanno preso il via 15 team) è stata dominata dalle Porsche 911 GT3 RSR del Team Flying Lizard Motorsport davanti alla Ferrari F430 GT del Team Risi Competizione.

## Albo d'oro
| Anno | Piloti                                                  | Vettura                           |
| ---- | ------------------------------------------------------- | --------------------------------- |
| 1952 | Harry Gray Larry Kulok                                  | Frazer-Nash                       |
| 1953 | Phil Walters John Fitch                                 | Cunningham C4R                    |
| 1954 | Stirling Moss Bill Lloyd                                | OSCA MT4                          |
| 1955 | Mike Hawthorn Phil Walters                              | Jaguar D-Type                     |
| 1956 | Juan Manuel Fangio Eugenio Castellotti                  | Ferrari 860 Monza                 |
| 1957 | Jean Behra Juan Manuel Fangio                           | Maserati 450S                     |
| 1958 | Phil Hill Peter Collins                                 | Ferrari 250 TR                    |
| 1959 | Dan Gurney Chuck Daigh Phil Hill Olivier Gendebien      | Ferrari 860                       |
| 1960 | Hans Herrmann Olivier Gendebien                         | Porsche 718                       |
| 1961 | Phil Hill Olivier Gendebien                             | Ferrari 250 TR                    |
| 1962 | Joakim Bonnier Lucien Bianchi                           | Ferrari 250 TR                    |
| 1963 | John Surtees Ludovico Scarfiotti                        | Ferrari 250 P                     |
| 1964 | Michael Parkes Umberto Maglioli                         | Ferrari 275 P                     |
| 1965 | Jim Hall Hap Sharp                                      | Chaparral 2A                      |
| 1966 | Ken Miles Lloyd Ruby                                    | Ford X1                           |
| 1967 | Bruce McLaren Mario Andretti                            | Ford Mk IV                        |
| 1968 | Jo Siffert Hans Herrmann                                | Porsche 907                       |
| 1969 | Jacky Ickx Jackie Oliver                                | Ford GT40                         |
| 1970 | Ignazio Giunti Nino Vaccarella Mario Andretti           | Ferrari 512 S                     |
| 1971 | Vic Elford Gérard Larrousse                             | Porsche 917K                      |
| 1972 | Mario Andretti Jacky Ickx                               | Ferrari 312 PB                    |
| 1973 | Hurley Haywood Peter Gregg Dave Helmick                 | Porsche 911                       |
| 1974 | non disputata                                           |                                   |
| 1975 | Brian Redman Allan Moffat Sam Posey Hans-Joachim Stuck  | BMW Coupé 3.0                     |
| 1976 | Al Holbert Michael Keyser                               | Porsche 911                       |
| 1977 | George Dyer Brad Frisselle                              | Porsche 911                       |
| 1978 | Brian Redman Charles Mendez Bob Garretson               | Porsche 935                       |
| 1979 | Bob Akin Rob McFarlin Roy Woods                         | Porsche 935                       |
| 1980 | John Fitzpatrick Dick Barbour                           | Porsche 935                       |
| 1981 | Bruce Leven Hurley Haywood Al Holbert                   | Porsche 935                       |
| 1982 | John Paul Sr. John Paul Jr.                             | Porsche 935                       |
| 1983 | Wayne Baker Jim Mullen Kees Nierop                      | Porsche 935                       |
| 1984 | Mauricio de Narvaez Hans Heyer Stefan Johansson         | Porsche 935                       |
| 1985 | A. J. Foyt Bob Wollek                                   | Porsche 962                       |
| 1986 | Hans-Joachim Stuck Jo Gartner Bob Akin                  | Porsche 962                       |
| 1987 | Jochen Mass Bobby Rahal                                 | Porsche 962                       |
| 1988 | Klaus Ludwig Hans-Joachim Stuck                         | Porsche 962                       |
| 1989 | Geoff Brabham Chip Robinson Arie Luyendyk               | Nissan GTP                        |
| 1990 | Derek Daly Bob Earl                                     | Nissan GTP                        |
| 1991 | Derek Daly Geoff Brabham Gary Brabham                   | Nissan NPT-90                     |
| 1992 | Juan Manuel Fangio II Andy Wallace                      | Eagle Mk III - Toyota             |
| 1993 | Juan Manuel Fangio II Andy Wallace                      | Eagle Mk III - Toyota             |
| 1994 | Steve Millen Johnny O'Connell John Morton               | Nissan 300ZX                      |
| 1995 | Andy Evans Firmin Velez Eric van de Poele               | Ferrari 333 SP                    |
| 1996 | Wayne Taylor Jim Pace Eric van de Poele                 | Riley & Scott Mk III - Oldsmobile |
| 1997 | Andy Evans Firmin Velez Yannick Dalmas Stefan Johansson | Ferrari 333 SP                    |
| 1998 | Didier Theys Gianpiero Moretti Mauro Baldi              | Ferrari 333 SP                    |
| 1999 | Tom Kristensen JJ Lehto Jörg Müller                     | BMW V12 LMR                       |
| 2000 | Frank Biela Tom Kristensen Emanuele Pirro               | Audi R8                           |
| 2001 | Rinaldo Capello Michele Alboreto Laurent Aiello         | Audi R8                           |
| 2002 | Rinaldo Capello Christian Pescatori Johnny Herbert      | Audi R8                           |
| 2003 | Frank Biela Marco Werner Philipp Peter                  | Audi R8                           |
| 2004 | Allan McNish Frank Biela Pierre Kaffer                  | Audi R8                           |
| 2005 | JJ Lehto Marco Werner Tom Kristensen                    | Audi R8                           |
| 2006 | Rinaldo Capello Allan McNish Tom Kristensen             | Audi R10 TDI                      |
| 2007 | Frank Biela Marco Werner Emanuele Pirro                 | Audi R10 TDI                      |
| 2008 | Timo Bernhard Romain Dumas Emmanuel Collard             | Porsche RS Spyder Evo             |
| 2009 | Allan McNish Tom Kristensen Rinaldo Capello             | Audi R15 TDI                      |
| 2010 | Alexander Wurz Marc Gené Anthony Davidson               | Peugeot 908 HDi FAP               |
| 2011 | Olivier Panis Nicolas Lapierre Loïc Duval               | Peugeot 908 HDi FAP               |
| 2012 | Allan McNish Tom Kristensen Rinaldo Capello             | Audi R18 TDI                      |
| 2013 | Marcel Fässler Benoît Tréluyer Oliver Jarvis            | Audi R18 e-tron quattro           |
| 2014 | Marino Franchitti Scott Pruett Memo Rojas               | Riley MkXXVI-Ford                 |
| 2015 | João Barbosa Christian Fittipaldi Sébastien Bourdais    | Riley MkXXVI-Ford                 |
| 2016 | Pipo Derani Scott Sharp Ed Brown Johannes van Overbeek  | Ligier JS P2-Honda                |
| 2017 | Alex Lynn Ricky Taylor Jordan Taylor                    | Cadillac DPi-V.R                  |
| 2018 | Johannes van Overbeek Nicolas Lapierre Pipo Derani      | Ligier Nissan DPi                 |
| 2019 | Felipe Nasr Pipo Derani Eric Curran                     | Cadillac DPi-V.R                  |
| 2020 | Jonathan Bomarito Ryan Hunter-Reay Harry Tincknell      | Mazda RT24-P                      |
| 2021 | Sébastien Bourdais Loïc Duval Tristan Vautier           | Cadillac DPi-V.R                  |
| 2022 | Earl Bamber Neel Jani Alex Lynn                         | Cadillac DPi-V.R                  |
| 2023 | Jack Aitken Pipo Derani Alexander Sims                  | Cadillac V-Series.R               |
| 2024 | Louis Delétraz Colton Herta Jordan Taylor               | Acura ARX-06                      |
| 2025 | Felipe Nasr Nick Tandy Laurens Vanthoor                 | Porsche 963                       |